# Caso Manises
O Caso Manises foi um avistamento de origem desconhecida ocorrido em 11 de novembro de 1979, quando um avião comercial precisou realizar um pouso de emergência no aeroporto de Manises, em Valência, na Espanha.

## Os fatos
O evento foi protagonizado por um Supercaravelle da empresa TAE (agora extinta). Este voo, o JK-297 com 109 passageiros, veio de Salzburg (Áustria), e parou em Mallorca antes de seguir para Tenerife.
No meio do caminho e por volta das 23h, o piloto Francisco Javier Lerdo de Tejada e a tripulação observaram uma série de luzes vermelhas que se dirigiam para a própria aeronave. O curso de colisão deste alegado artefato causou grande nervosismo na tripulação. O comandante pediu informações a respeito das luzes estranhas, mas nem o radar militar de Torrejón de Ardoz (Madri), nem o centro de controle de Barcelona puderam explicar o tráfego desconhecido.
Para evitar uma possível colisão, o comandante elevou o avião, mas as luzes fizeram o mesmo, ficando a menos de meio quilômetro da aeronave. A impossibilidade de fazer uma manobra de esquiva obrigou o comandante a desviar o rumo e realizar uma aterrizagem de emergência no aeroporto de Manises. Foi a primeira vez na história que um avião comercial foi forçado a fazer um pouso de emergência devido ao avistamento de um ÓVNI, já que o “não identificado” estava violando todas as normas básicas de segurança.
As luzes pararam a perseguição antes da aterrissagem. Três formas não identificadas foram finalmente detectadas pelo radar. O tamanho dessas formas luminosas foi calculado em cerca de 200 m de diâmetro cada uma e as luzes foram observadas por numerosas testemunhas. Uma das formas estranhas passou muito perto da pista de pouso. Até as luzes de emergência do aeroporto foram acesas imaginando ser um avião não registrado em perigo.
Tejada, enquanto solicitava permissão para o pouso, sugeriu o envio de um avião militar do exército espanhol. Com efeito, à 0h40, um Mirage F-1 decolou da Base Aérea em Los Llanos (Albacete) com o objetivo de identificar o fenômeno. O piloto, Fernando Camara, capitão da Força Aérea, precisou aumentar a velocidade para Mach 1,4 para finalmente distinguir uma forma de cone truncado que mudava de cor, mas o artefato desapareceu de vista. Camara recebeu informações sobre um novo eco do radar, que indicava que um novo objeto, ou talvez o mesmo, estava em Sagunto. Quando o piloto chegou perto o suficiente, o objeto acelerou e desapareceu novamente. Mas, desta vez, o objeto foi detectado por um radar estrangeiro, especificamente uma onda contínua, como as usadas por mísseis. Em termos de defesa, isso é considerado uma ação agressiva. Quando a mesma coisa aconteceu pela terceira vez, o ÓVNI desapareceu definitivamente em direção a África. Após uma hora e meia de perseguição, e devido à falta de combustível, o piloto retornou à base.